# Antimo Liberati

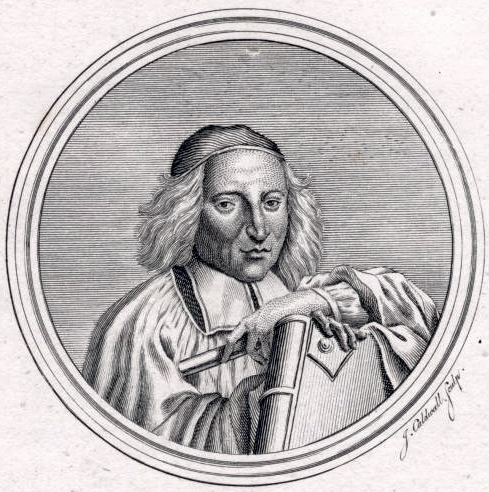
Antimo Liberati

Antimo Liberati (* 3. April 1617 in Foligno; † 24. Februar 1692 in Rom) war ein italienischer Musiktheoretiker, Sänger (Tenor), Organist, Kapellmeister und Komponist.

## Leben
Nach einigen Jahren als Sängerknabe in Wien, zog es Antimo Liberati nach Rom. Hier studierte er zunächst Rechts- und Literaturwissenschaften, wechselte aber bald zur Musik. Zu seinen Lehrern gehörten Gregorio Allegri und Orazio Benevoli. Ab 1661 wirkte er als Tenor in der päpstlichen Kapelle, daneben versah er aber auch verschiedene Dienste als Organist und Kapellmeister an mehreren römischen Kirchen.
Antimo Liberati war ein kompromissloser Verfechter des römischen Stils in der Tradition Palestrinas und konnte den neuen Entwicklungen nichts abgewinnen. Daher stand er entschieden gegen die venezianische Oper und war ein erklärter Gegner Claudio Monteverdis.
Sein kompositorisches Werk, darunter Oratorien, Madrigale und Arien, ist zum großen Teil nicht erhalten, überliefert sind eine Messe, vier Arien und ein vierstimmiges „Laudate Dominum“.